# ياكوبو ألفا
ياكوبو ألفا (بالإنجليزية: Yakubu Alfa)‏ هو لاعب كرة قدم نيجيري في مركزي الهجوم والوسط، ولد في 31 ديسمبر 1990 في مينا ‏ في نيجيريا. شارك مع منتخب نيجيريا تحت 17 سنة لكرة القدم ومنتخب نيجيريا تحت 20 سنة لكرة القدم. أما مع النوادي، فقد لعب مع بيرسخوت إيه سي ونادي أيك لارنكا ونادي ترنتشين ونادي زانثي ونادي هلسينغبورغ ونيجر تورنادو.

## وصلات خارجية
- ياكوبو ألفا على موقع الاتحاد الدولي (مؤرشف)  (الإنجليزية)
- ياكوبو ألفا على موقع قاعدة بيانات كرة القدم.إي يو (الإنجليزية)
- ياكوبو ألفا على موقع Soccerway.com (الإنجليزية)
- ياكوبو ألفا على موقع عالم كرة القدم.نت (الإنجليزية)